# ジャン・ゲーノ
ジャン・ゲーノ（Jean Guéhenno、1890年3月25日 - 1978年9月22日）は、フランスの作家、文芸評論家。アカデミー・フランセーズ会員（1962-78）。人道主義的社会主義者。
貧しい労働者階級の家庭に生まれ、14歳で学業を断念して独学でバカロレアを取得し、高等師範学校を卒業。ロマン・ロランが創刊した平和主義の文芸誌『ユーロープ (欧州)』の編集長を務めた。ナチス・ドイツ占領下のフランスでレジスタンス文学運動を牽引し、地下出版の深夜叢書から『監獄で』を刊行。また、この時期の記録を『深夜の日記』として発表した。人民戦線時代の記録『ある革命の証言』のほか、ロマン・ロランとの往復書簡、ジャン＝ジャック・ルソー評伝でも知られる。

## 背景
ジャン・ゲーノは1890年3月25日、靴修理屋ジャン＝マリー・ゲーノと靴縫製工アンジェリック・ジルーの子マルセル・ゲーノ（Marcel-Jules-Marie Guéhenno）としてフージェール（ブルターニュ地域圏イル＝エ＝ヴィレーヌ県）に生まれた。父ジャン＝マリーの病気のため（1910年に死去）、14歳で学業を断念。ボルドー＝トレユー靴工場で帳簿係として働いた。夜、独学で勉強をして、1906年10月から1907年7月にかけて行われた試験でバカロレアを取得。奨学金を受けて1908年から1910年までレンヌ高等師範学校文科受験準備級に学び、1910年にパリに出て、リセ・ルイ＝ル＝グランに進み、1911年に高等師範学校に入学した。

## 出征
1914年に第一次大戦が勃発すると、第77歩兵連隊に従軍し、1915年3月15日に重傷を負い、クロワ・ド・ゲール勲章を受けた。だが、復員を拒否し、リヨンの郵便物検閲機関に勤務した。1916年末から17年にかけて失明軍人病院内の学校長を務めた。これは、失明軍人に対する支援を訴えていたアカデミー・フランセーズ会員の劇作家ウジェーヌ・ブリューが、ルネ・ヴィヴィアニ閣僚評議会議長の要請に応じて設立した病院であり、病院内の学校では社会復帰のために点字やタイピングを教えていた。

## 『ユーロープ』誌編集長
1920年、文学のアグレガシオン（一級教員資格）を取得。ドゥエー（オー＝ド＝フランス地域圏ノール県）、次いでリールの高等学校（リセ）で教鞭を執り、リールの高校では文科受験準備級を創設した。1916年4月27日にモントリュー（オード県）生まれで歴史のアグレガシオンを取得したジャンヌ・モーレルと結婚。1922年2月23日に第一子ルイーズが生まれた。ジャンヌは英仏・伊仏翻訳家で、ニコラ・サッコとバルトロメオ・ヴァンゼッティ（サッコ・ヴァンゼッティ事件）の書簡の翻訳で知られるが、この翻訳書刊行の翌年、53歳で病死した。
ゲーノは、「精神の貴族階級の擁護と機会均等の原則を両立させること」を彼自身の教育理念とし、1927年から名門リセのラカナル校（パリ南郊）、アンリ四世校およびルイ＝ル＝グラン校（いずれもパリ5区）で教鞭を執った。教職の傍ら、著作活動に取りかかり、『パリ評論』、『グラン・ルヴュー（大評論）』、『新フランス評論 (NRF)』に寄稿し、1929年から36年まで、作家のロマン・ロランによって1923年に創刊された文芸誌『ユーロープ（欧州）』の編集長を務めた。『ユーロープ』誌は、ロマン・ロランの「精神の独立」の理念に基づく平和主義の雑誌であり、1920年代には第一次大戦後の欧州の再建に関する議論の場であった。また、アクション・フランセーズなどの右派・極右勢力がナチスによるドイツ制覇に連動して民衆を扇動し、国会前で共和制打倒の暴動を起こした事件（1934年2月6日の危機）を受けて、反ファシズム知識人監視委員会が結成されたとき、この最初の議論の場となったのもゲーノが編集長を務める『ユーロープ』誌であった。だが、こうした経緯から、同誌はやがて共産党に「乗っ取られる」ことになり、ゲーノは編集長を辞任した。彼もまた反ファシズム知識人監視委員会の会員であったが、彼は（共産主義そのものではなく）当時の共産党の政策に対して批判的であり、とりわけ、ソ連の共産主義に対しては当初から公に立場を表明しないことで意見の一致を見ていた同委員会の指導者のなかで、1936年8月に始まったモスクワ裁判（スターリンの大粛清）に対して最初に記事を書いたのがゲーノであった。だが、それ以上に、彼はロマン・ロランと同様に、いかなる政党に対しても「精神の独立」を断固として守っていた。これは、ロマン・ロランの『ユーロープ』誌創刊の意図においても同様であり、彼は創刊前年のアインシュタイン宛ての手紙で、同誌を「超党派の、むしろ政治とは無関係の」文学・科学・芸術・哲学思想を表現する場として「自由な思想、真に国際的な思想の雑誌」と定義し、アインシュタインに寄稿を要請している。そしてゲーノが辞任するまでは、『ユーロープ』誌はまさにこのような様々な分野の自由な思想の表現の場であった。なお、『ユーロープ』誌に掲載されたゲーノの主な記事は、妻アニー・ゲーノが編纂し、1979年に『過去と未来の間で』と題して刊行された。序文は歴史学者のパスカル・オリーが書いている。
1935年11月8日金曜日、作家のアンドレ・シャンソン、アンドレ・ヴィオリス とともに左派知識人および労働者の週刊新聞『ヴァンドルディ (金曜日)』を創刊した。この新聞はロマン・ロランの「抵抗の精神」を受け継ぐ新聞として人民戦線の機関紙であり、したがって、1938年に人民戦線の崩壊とともに廃刊となった。人民戦線はロマン・ロランの生誕70年にあたる1936年1月に結成されたが、彼は1月24日付の『ヴァンドルディ』紙に人民戦線を支持する「不可分の平和のために」と題する記事を発表している。編集長はジャーナリストのルイ＝マルタン・ショフィエ、主な寄稿者は、創刊者、ロマン・ロランのほか、アラン（エミール＝オーギュスト・シャルティエ）、ルイ・アラゴン、アンドレ・ジッド、ジャン・カスー、エマニュエル・ボーヴ、ウジェーヌ・ダビ、ルイ・ギユー、ロジェ・マルタン・デュ・ガール、シャルル＝フェルディナン・ラミュ、ジュリアン・バンダ、ジャック・マリタン、ジャン・ジオノ、アンドレ・ヴュルムセル、イレーヌ・ジョリオ＝キュリー、フレデリック・ジョリオ＝キュリーらである。

## 対独レジスタンス文学
1939年9月に第二次大戦が勃発。1940年5月にドイツ軍がフランスに侵攻し、6月15日にパリが陥落。ゲーノは、知識人による対独レジスタンス・グループ「全国作家委員会」の結成に参加、次いで共産党が結成したレジスタンス・グループ「国民戦線」の非合法の刊行物の一つである文学月刊誌『レットル・フランセーズ (フランス文学)』を中心としたグループにも参加した。これはジャック・ドゥクールとジャン・ポーランが創刊した雑誌であり、ルイ・アラゴン、フランソワ・モーリアック、クロード・モルガン、エディット・トマ、ジャン・ブランザ、ジョルジュ・ランブール、レーモン・クノー、ジャン・レスキュールらが参加。対独協力作家らに対抗するレジスタンス文学（抵抗文学）の最も重要な雑誌の一つとされる。さらに、ヴェルコール（ジャン・ブリュレル）とピエール・ド・レスキュールが創刊した地下出版の「深夜叢書」 の活動に参加し、セヴェンヌの筆名で『監獄で』を出版した。深夜叢書はこの他、ヴェルコールの『海の沈黙』、ルイ・アラゴン（筆名フランソワ・ラ・コレール）の『グレバン蝋人形館』、フランソワ・モーリアック（筆名フォレ）の『黒い手帖』、エルザ・トリオレ（筆名ローラン・ダニエル）の『アヴィニヨンの恋人』、ジャン・カスー（筆名ジャン・ノワール）の『ひそかに書いた33のソネット』、クロード・アヴリーヌ（筆名ミネルヴォワ）の『失われた時』、クロード・モルガン（筆名モルテーニュ）の『人間のしるし』、ポール・エリュアール（筆名モーリス・エルヴァン）、ピエール・セゲルス（筆名ルイ・マスト）、ジャン・レスキュール（筆名ジャン・ドラマーユ）が22人の詩人の作品を編纂した『詩人の名誉』などを地下出版した。ゲーノはこうした功績により1947年3月31日にレジスタンス勲章を受けた。また、「ジャン＝ジャック・ルソー伝」の執筆を開始したのも戦時中であり、これは、戦後1948年から52年にかけて3巻として刊行された。
1943年から44年まではパリ15区のリセ・ビュフォンで教鞭を執った。これは、コレージュから準備級までの課程を含むリセだが、ゲーノはヴィシー政権により第4学年（コレージュ2年目）の担当に降格された。

## 戦後

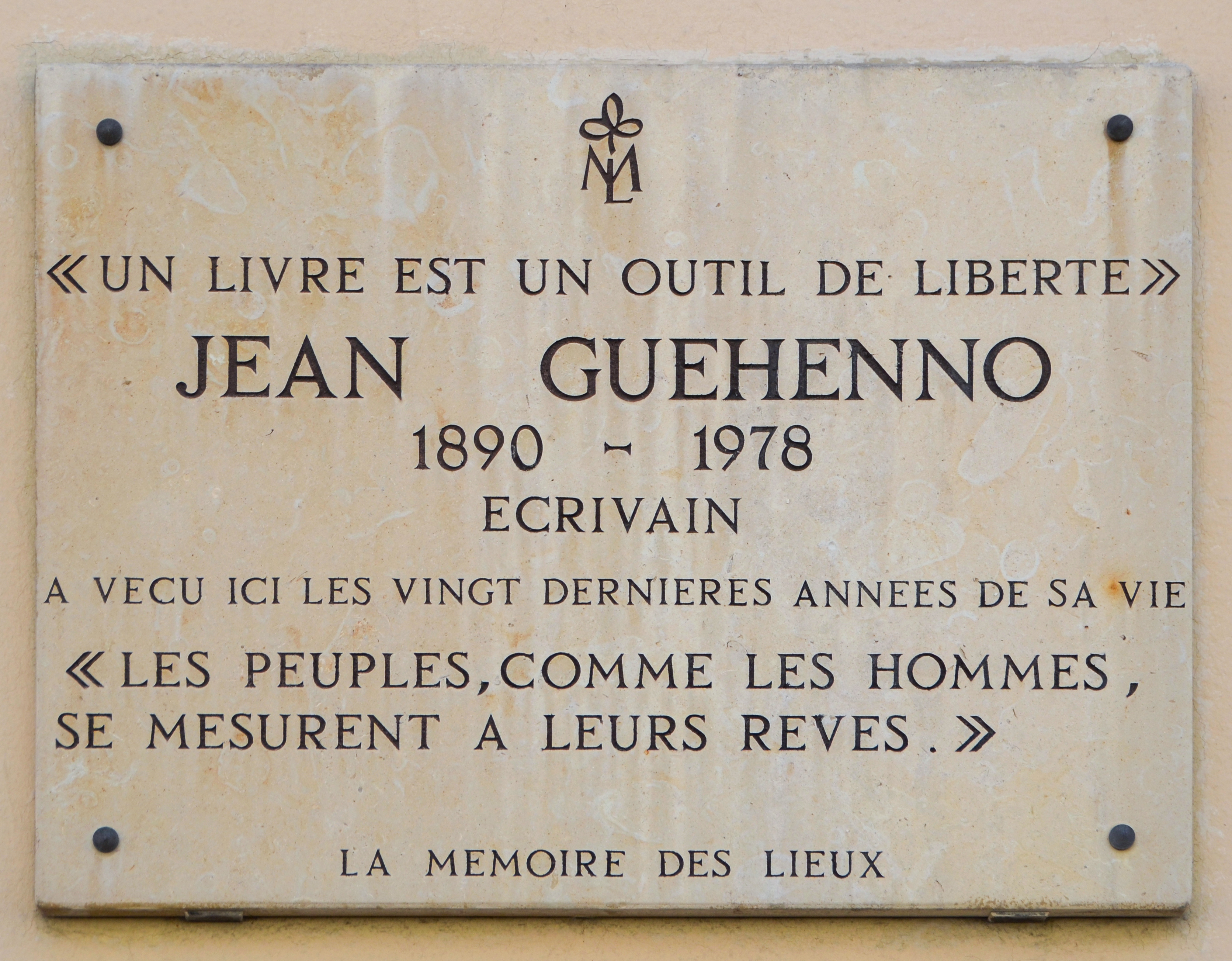
ジャン・ゲーノの銘板

1944年に成立したフランス共和国臨時政府からの依頼に応じて、国民教育省に人民文化・青年運動事務局を設置し（直後に「普通教育・青年運動事務局」に改名）、この一環として、戦前の革命作家芸術家協会や人民戦線が開始した文化会館設立事業を再開したが、必要な変更について元幹部の反対に遭い、まもなく辞任した（この事業は、後にアンドレ・マルローが受け継いだ）。
1945年に国民教育省の視学官に任命され、アフリカ、北米、南米を視察。紀行文を『フィガロ・リテレール』に発表した（『紀行』として1952年に刊行）。
1946年12月20日、アニー・ロスパベと再婚した。対独レジスタンス運動に参加し、ブルターニュ、ノルマンディー、トゥーレーヌのパラシュート部隊の連絡係として活躍した女性である。1944年にゲシュタポに逮捕され、アンジェ刑務所に拘留された後、ラーフェンスブリュック強制収容所に送られる途中で、爆撃により列車が停車したときに逃亡に成功した。アニー・ゲーノは作家として後にこの経験を描いた『試練』、自伝小説『誰もいない家』などを発表する傍ら、ゲーノの秘書を務めた。1949年に生まれた第一子ジャン＝マリー・ゲーノは外交官である。
1944年から77年まで『フィガロ』紙、77年から78年まで『ル・モンド』紙のコラムを担当した。
1962年1月25日、エミール・アンリオの後任としてアカデミー・フランセーズ会員に選出された。
1978年7月4日、パリで行われた講演会で脳梗塞に襲われ、同年9月22日に死去、享年88歳。遺灰はコート＝ダルモール県セット＝イルの沖合に散布された。

## 受賞・栄誉
- レジオンドヌール勲章コマンドゥール
- クロワ・ド・ゲール勲章（1915年）
- レジスタンス勲章（1947年）
- 大使賞（フランス語版）（1953年） - 駐仏外国大使によって選出されるフランス文学賞。
- パリ市大賞（1955年）
- イヴ・ドラクロワ賞（フランス語版）（1960年）
- 青年文学賞（1961年）
- チーノ・デル・ドゥーカ世界賞（1973年）- レジスタンス運動家・出版社経営者のイタリア人チーノ・デル・ドゥーカに因み、人道主義的な科学・文学作品に与えられる賞。

## 著書
- L’Évangile éternel, Étude sur Michelet (永遠の福音 ― ミシュレ研究), Grasset, 1927
- Caliban parle (キャリバンが語る), Grasset, 1928
- Conversion à l’humain (人間的なものへの回心), Grasset, 1931
- Simon Mondzain (シモン・モンザン), Nouvelle Revue française / Gallimard « Les peintres nouveaux », 1931 - 画家シモン・モンザン（フランス語版）評伝。
- Journal d'un homme de 40 ans (四十男の日記), Grasset, 1934 - 自伝。
- Jeunesse de la France, Grasset, 1936
  - 『フランスの青春 ― モンテーニュからジョレースまで』渡辺一夫訳、加藤周一解説、みすず書房、1951年。
- Journal d’une “Révolution” 1937-1938, Grasset, 1939
  - 『ある革命の証言 ― 人民戦線を生きて』山口俊章訳、二見書房、1970年 --- 人民戦線時代の記録。
- « Voltaire », Tableau de la littérature française, I., Gallimard, 1939 - 共著、「ヴォルテール」の章を執筆。
- Hommage à Eugène Dabit (ウジェーヌ・ダビ追悼), Gallimard, 1939 - 共著、マルセル・カルネ監督映画『北ホテル』の原作者で37歳の若さで急逝したウジェーヌ・ダビへの追悼文集。
- Dans la prison (監獄にて), Éditions de Minuit, 1944 (筆名セヴェンヌ) - レジスタンス文学作品として深夜叢書から刊行。
- « L'université dans la résistance et dans la France nouvelle (対独レジスタンスおよび新しいフランスにおける大学) », Office français d’édition, 1945 - 同年3月8日にシャイヨ宮で行われた講演。
- La France dans le monde (世界の中のフランス), Éditions de la Liberté, 1946
- La patrie se fait tous les jours, textes français 1939-1945, Éditions de Minuit, 1947 - 共著。
  - 『祖国は日夜つくられる（フランス語版）』第I巻・第II巻、渡辺淳、小場瀬卓三、安東次男共訳、月曜書房、1951年 -  - ジャン・ポーラン、ドミニク・オーリーが編纂したレジスタンス文学アンソロジー。ジャン・ゲーノの「牢獄にて」(抜粋)、「春の休戦」所収[27][28]。
- Journal des années noires (1940-1944), Gallimard, 1947
  - 『深夜の日記』内山敏訳、三一書房、1951年 --- 対独レジスタンス期の記録。
- Jean-Jacques en marge des “Confessions”. T.I. 1712-1750, Grasset, 1948
  - 「ジャン＝ジャック・ルソー伝」宮ヶ谷徳三、川合清隆共訳『ルソー全集 別巻1』(白水社、1981年)
- La part de la France (フランスの役割), Genève, Éditions du Mont Blanc, 1949
- Jean-Jacques en marge des “Confessions”. T.II. 1750-1758, Grasset, 1950
  - 「ジャン＝ジャック・ルソー伝」(同上)。
- Voyages. Tournée américaine, tournée africaine (紀行 ― アメリカ視察、アフリカ視察), Gallimard, 1952
- Jean-Jacques en marge des “Confessions”. T.III. 1758-1778, Gallimard, 1952
  - 「ジャン＝ジャック・ルソー伝」(同上)。
- Aventures de l’esprit (精神の冒険), Gallimard, 1954
- La France et les Noirs (フランスと黒人), Gallimard, 1954
- « Lecture publique rurale et urbaine (農村・都会公開朗読会) », Cahiers des bibliothèques de France, Bibliothèque Nationale de France, 1956 - 共著。
- La foi difficile (困難な信仰), Grasset, 1957
- Sur le chemin des hommes (人間の道), Grasset, 1959
- Changer la vie, Mon enfance et ma jeunesse (人生を変える ― 少年時代・青年時代), Grasset, 1961 - 自伝。
- Ce que je crois (想うこと), Grasset, 1964
- La mort des autres (他人の死), Grasset, 1968
- Caliban et Prospero (キャリバンとプロスペロー), Gallimard, 1969
- Carnets du vieil écrivain (老作家の手帖), Grasset, 1971
- Dernières lumières, derniers plaisirs (最後の光、最後の喜び), Grasset, 1977
- Entre le passé et l'avenir (過去と未来の間で), Grasset, 1979 - 妻アニー・ゲーノが編纂した『ユーロープ』誌掲載記事。
- La Jeunesse morte (失われた青春時代), Éditions Claire Paulhan, 2008

往復書簡
- (ルイ・ギユーと) Jean Guéhenno - Louis Guilloux, Correspondance (1927-1967), "Les Paradoxes d'une amitié", La Part Commune, 2010
- (ジャン・ジオノと) Jean Giono et Jean Guéhenno, Correspondance (1928-1969), Seghers, 1991
- (ロマン・ロランと) L'Indépendance de l'esprit, correspondance entre Jean Guéhenno et Romain Rolland, 1919-1944, Albin Michel, 1975 - 序文アンドレ・マルロー。
  - 「精神の独立 ― ジャン・ゲーノ＝ロマン・ロラン往復書簡（1919年7月 - 1945年1月）」、「偉大な良心」（ジャン・ゲーノによるロラン生誕百年祭の記念講演）山口三夫訳、『ロマン・ロラン全集 第41巻 書簡9』(みすず書房、1982年) 所収。
- (ジャン・ポーランと) Correspondance Jean Paulhan - Jean Guéhenno, 1926-1968, Gallimard, 2002

## 参考資料
- Patrick Bachelier, PORTRAIT - Repères biographiques et bibliographiques - Les Amis de Jean Guéhenno.
- Jacques Chastenet, Réponse au discours de réception de Jean Guéhenno (le 6 décembre 1962) - Académie française.